# 罗家集镇
罗家集乡，是中华人民共和国甘肃省临夏回族自治州和政县下辖的一个乡镇级行政单位。

## 行政区划
罗家集乡下辖以下地区：
张家山村、李家山村、庙洼村、九山村、联合村、小滩村、大滩村、三岔沟村、裴家台村、大坪村和罗家集村。